# Movimento Moorish
Il movimento Moorish (in arabo التيار الموري‎?; in berbero Amussu amuri) è un movimento nazionalista marocchino di estrema destra emerso su Internet a partire dagli ultimi anni 2010 e spesso associato all'Alt-right attiva negli Stati Uniti d'America.

## Storia
A partire dall'indipendenza del Paese, conseguita nel 1956, la politica marocchina è stata tendenzialmente dominata da partiti moderati come l'Istiqlal e il Raggruppamento Nazionale degli Indipendenti, dalla sinistra raccolta in gran parte nell'Unione Socialista delle Forze Popolari e dagli islamisti del Partito della Giustizia e dello Sviluppo, lasciando un vuoto nella destra, mentre la monarchia ha promosso idee liberali e neoliberiste. Nel mondo arabo il conservatorismo sociale fu monopolizzato nel corso del XX secolo perlopiù dagli islamisti, in particolare dai salafiti e dai Fratelli Musulmani, mentre il nazionalismo si identificava nel panarabismo e in figure quali Gamal Abd el-Nasser. In Marocco il nazionalismo locale si identificava nelle istituzioni monarchiche, nella dinastia alawita e nel motto Dio, Patria, Re.
Nel corso degli anni 2010 emerse nel mondo un interesse globale per l'estrema destra; in India riscosse popolarità l'Hindutva, mentre in Regno Unito venne approvata la Brexit; in particolare le vittorie alle elezioni presidenziali di Donald Trump negli Stati Uniti d'America nel 2016 e di Jair Bolsonaro in Brasile nel 2018 scossero l'opinione pubblica internazionale. In Europa i successi di partiti come Vox in Spagna e dei Democratici Svedesi in Svezia attirarono l'attenzione mediatica. Questo fenomeno culturale, ampiamente attivo su Internet, venne denominato "Alt-right" e condivideva oltre ai sentimenti populisti e nazionalisti anche una forte rivalità con i gruppi femministi ed LGBT. L'attivismo politico su Internet aveva cominciato a svilupparsi nel mondo arabo in occasione della primavera araba del 2011. Gradualmente in vari blog e gruppi Facebook cominciarono a diffondersi post celebranti la storia e la cultura marocchina e i successi del Marocco in campo scientifico e diplomatico, in contrasto al generale scetticismo della gioventù marocchina. Il movimento Moorish emerse in Marocco soprattutto a partire dal 2017, quando alcune pagine Facebook cominciarono a condividere contenuti etnonazionalisti sullo stile dell'Alt-right attiva parallelamente in Occidente, rafforzandosi successivamente in occasione della pandemia di COVID-19. Tra le varie pagine Moorish nate su Facebook tra il 2017 e il 2020 si distinsero in particolare Moorish History, Moroccan Nationalist Memes, Pulse - Morocco’s counterculture, Moroccan Citizens, Moorish Empire, Moor Empire, Moroccan Nationalist Right of Memes, Imperial Morocco Memes, Moroccans Against Marxism, Moroccan Secular Right-Wing Republicans e Moroccan Moor Movement.
Il movimento attirò l'interesse di una vasta fetta di utenti Internet marocchini, dagli status sociali e dalle età ampiamente eterogenei. Il 10 febbraio 2020 il movimento rilasciò una dichiarazione in lingua araba e berbera nella quale identificò come proprio obiettivo il rafforzamento della coscienza identitaria marocchina tra i giovani e la preservazione della cultura marocchina. Nel dicembre 2020 il movimento accusò il ministro della cultura marocchino Othman El Ferdaous di alto tradimento dopo l'elezione del cuscus a patrimonio culturale immateriale di tutto il Maghreb, rivendicandone l'identità esclusivamente marocchina. In occasione della normalizzazione dei rapporti tra Marocco e Israele il movimento Moorish accolse l'evento con ampio entusiasmo su Twitter. Nel 2021 il movimento lanciò una campagna mediatica nei confronti del comico Brahim Bouhlel, colpevole di ingiurie nei confronti di minori e poi condannato dalla magistratura marocchina. Vari post del movimento furono accusati di inneggiare alla deportazione degli immigrati neri, al razzismo e alla supremazia bianca. Il quotidiano marocchino Assabah definì il movimento un "virus". L'accademico Rachid Achachi, accusato di simpatie nei confronti dei Moorish, studiò a lungo il fenomeno e rigettò le accuse di razzismo mosse al movimento, affermando che esso fosse in realtà mosso da un nazionalismo civico.

## Caratteristiche
Il movimento Moorish ha dichiarato di essere motivato dall'obiettivo di rafforzare la coscienza identitaria e nazionale tra la gioventù marocchina, incoraggiandola a preservare la propria identità culturale e a celebrare la storia del Marocco. Il movimento è sconnesso dai partiti politici. I messaggi del movimento si caratterizzano spesso per contenuti populisti e nazionalisti, celebranti la figura dell'uomo marocchino bianco, individuando vari capri espiatori, come gli attivisti di sinistra, i femministi, i liberali, i berberisti e gli immigrati neri dall'Africa subsahariana. Il movimento è fortemente attivo nel condannare il Fronte Polisario, oltre all'Algeria, rigettando i tentativi di mediazione e avvicinamento con quest'ultima. I femministi e i gruppi LGBT vengono accusati di minare i valori morali della società marocchina. Il movimento Moorish non è generalmente contrario alla lingua e all'identità berbera, accogliendola spesso come parte del patrimonio culturale marocchino e celebrando il multiculturalismo marocchino come elemento di superiorità, ma esprime una forte opposizione nei confronti del berberismo politico, definendo gli attivisti berberisti più radicali come Tamazighnazi, termine ispirato all'espressione Feminazi.
I leader del movimento sono perlopiù anonimi. I contenuti vengono veicolati soprattutto sotto forma di meme, ricorrendo in particolare a Yes Chad e a Pepe the Frog, tipici dell'Alt-right, e al motto Making Morocco Great Again rappresentante il re Hasan II, ispirato dal Make America Great Again di Donald Trump. Il movimento celebra ampiamente la figura di re Hasan II e la Marcia verde, con la quale il Marocco acquisì la sovranità sul Sahara Occidentale. Il movimento ha adottato la bandiera rossa con la stella a otto punti gialla, simbolo dei Merinidi, celebrati per aver esteso i confini marocchini all'intero Maghreb e per aver generato un periodo di splendore, alternandola o favorendola alla bandiera attuale col pentagramma verde, comunque associata al periodo coloniale. Il termine Moorish, di lingua inglese, fa riferimento sia agli antichi Mauri che ai mori di al-Andalus, quest'ultimo considerato espressione della grandiosità della civiltà marocchina. Molti post dei Moorish inneggiano a una riconquista islamica della penisola iberica, in nome della ricostituzione di al-Andalus.
A distinguere il movimento Moorish dall'Alt-right è la totale assenza di islamofobia, dal momento che l'Islam è la religione professata dalla quasi totalità della popolazione marocchina; tuttavia il movimento raramente fa riferimento alla religione nei propri messaggi, al di fuori degli auguri proferiti in occasione delle festività islamiche. Altra distinzione è l'assenza di antisemitismo, dal momento che l'antica comunità ebraica marocchina è molto legata alla monarchia e a uno stile di vita orientato alla tradizione. Gli attivisti Moorish considerano l'ebraismo una religione autoctona del Marocco. Alcuni gruppi muovono critiche allo Stato di Israele, senza tuttavia ricadere in commenti antisemiti. L'approccio dei Moorish nei confronti degli islamisti è fortemente critico, dal momento che questi ultimi non condividono sentimenti nazionalisti, favorendo spesso una visione panislamica. Il movimento ha espresso ammirazione nei confronti del presidente russo Putin, del presidente turco Erdoğan e dei loro governi autoritari.